# Spooky Tooth
Gli Spooky Tooth sono stati un gruppo hard rock inglese attivo principalmente tra il 1967 ed il 1974. È stato uno dei pochi gruppi ad utilizzare due tastieristi assieme a gruppi come The Band, Procol Harum e Mott the Hoople.

## Storia del gruppo

### 1963-1967: Le origini tra The V.I.P.'s e Art
Nel 1967 come evoluzione di alcuni precedenti gruppi rock blues (Ramrods, The V.I.P.'s) si formano gli Art, gruppo di rock progressivo composto da Mike Harrison (voce e tastiere), Greg Ridley (basso e voce), Luke Grosvenor (chitarra e voce) e Mike Kellie (batteria) e che pubblica nel 1967 un album, Supernatural Fairy Tales.

### 1967-1970: Primo periodo
Nell'ottobre del 1967 si aggiunge Gary Wright (organo e voce) ed il gruppo cambia nome in Spooky Tooth. Con questa formazione a 5 componenti pubblica 2 album per la Island Records, It's All About e Spooky Two, che fu il loro disco di maggior successo e che contiene tra le altre Better By You, Better Than Me, canzone rifatta dai Judas Priest nel 1978 e che sarà nel 1990 oggetto di una causa legale a causa di presunti messaggi subliminali contenuti del brano.
Nel 1969 esce dal gruppo Ridley che si unisce agli Humble Pie, viene sostituito temporaneamente da Andy Leigh. Successivamente all'uscita di Ceremony del 1970 anche Wright lascia. I tre componenti rimasti pubblicano con l'aiuto di alcuni componenti del gruppo di supporto di Joe Cocker l'album The Last Puff, prima di sciogliersi alla fine dell'anno. Grosvenor si unisce negli Stealers Wheel, poi a Mott the Hoople per fondare in seguito i Widowmaker.

### 1972-1974: Ricomposizione
Il gruppo si ricostituisce nel 1972 e sopravvive fino al 1974 con continui cambi di formazione, entrano anche Mick Jones futuro membro dei Foreigner e Mike Patto.
Kellie entra nel gruppo punk The Only Ones dove suona tuttora mentre Harrison e Wright alternano la carriera solista ad altri progetti.

### 1998-in poi: Reunion successive
Tra il 1998 ed il 2009, soprattutto sotto la spinta di Harrison e Wright, il gruppo si è riunito per 3 brevi periodi con diverse formazioni. Di questo periodo da segnalare l'album Cross Purpose del 1999.

## Discografia

### Album in studio
- 1968 - It's All About
- 1969 - Spooky Two
- 1969 - Ceremony
- 1970 - The Last Puff
- 1972 - You Broke My Heart So I Busted Your Jaw
- 1973 - Witness
- 1974 - The Mirror
- 1998 - Cross Purpose
- 2000 - Comic Violence

## Formazione

### Classica
- Gary Wright – voce, tastiera (1967–1970, 1972–1974, 2008–2009; morto nel 2023)
- Mike Harrison – tastiera (1967–1970, 1972–1974, 1998–1999, 2004, 2008–2009; morto nel 2018)
- Luther Grosvenor – chitarra (1967–1970, 1998–1999)
- Greg Ridley – basso (1967–1970, 1998–1999; morto nel 2003)
- Mike Kellie – batteria (1967–1970, 1973–1974, 1998–1999, 2004, 2008–2009; morto nel 2017)

### Altri ex membri
- Henry McCullough – chitarra (1970; morto nel 2016)
- Alan Spenner – basso (1970-1971; morto nel 1991)
- Chris Stainton – chitarra (1970)
- Steve Thompson – basso (1971-1972)
- Mick Jones – chitarra (1972–1974)
- Ian Herbert – basso (1972–1973)
- Bryson Graham – batteria  (1972–1973, 1974; morto nel 1993)
- Mike Patto – voce, tastiera (1974; morto nel 1979)
- Chris Stewart – basso (1973–1974; morto nel 2020)

## Videografia
- 2007 - Nomad Poets (DVD)